# 女の園
『女の園』（おんなのその）は、1954年3月16日に公開された日本映画。製作・配給は松竹で、監督は木下惠介。田村高廣はこの作品で俳優デビューした。

## 出演者

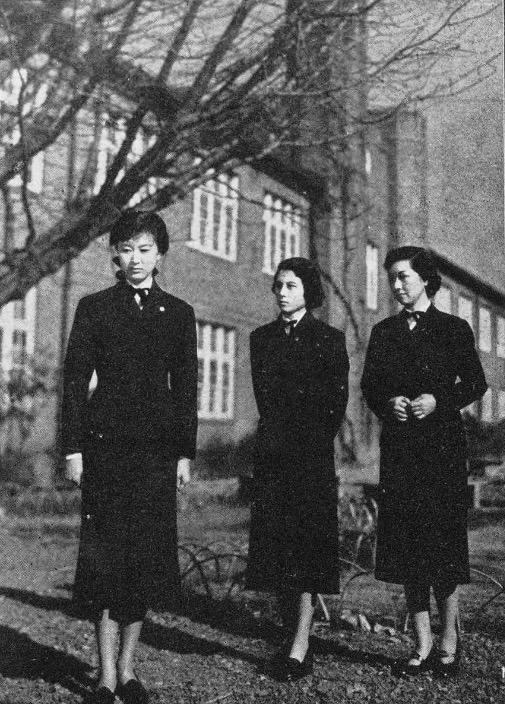
岸惠子、久我美子、高峰秀子（立教大学モリス館前にて）

- 五條真弓：高峰三枝子
- 出石芳江：高峰秀子
- 滝岡富子：岸惠子
- 林野明子：久我美子（大映）
- 下田参吉：田村高廣
- 相良善一：田浦正巳
- 出石正雄：三木隆
- その妻：井川邦子
- 下宿の小母さん：望月優子
- 校長：東山千栄子（俳優座）
- 学長：毛利菊枝（くるみ座）
- 鶴賀の小母さん：浪花千栄子
- 平戸喜平：金子信雄
- 芳江の父：松本克平（俳優座）
- 服部文江：山本和子
- 参吉の母：岡田和子
- 新聞記者：末永功
- 教授：青山万里子
- 教授：原泉子
- 女子学生：俳優座研究生
- 教授：天本英世（ノンクレジット）

## スタッフ
- 製作：山本武
- 原作：阿部知二『人工庭園』
- 撮影：楠田浩之
- 美術：中村公彦
- 音楽：木下忠司
- 脚本・監督：木下惠介

## 受賞
- 第28回キネマ旬報ベスト・テン第2位
- 第9回毎日映画コンクール
  - 監督賞（木下惠介）
  - 脚本賞（木下惠介）
  - 女優主演賞（高峰秀子）
  - 女優助演賞（久我美子）
  - 音楽賞（木下忠司）
  - 録音賞（大野久男）
- 第5回ブルーリボン賞
  - 脚本賞（木下惠介）
  - 主演女優賞（高峰秀子）[2]